# Перший Санкт-Петербурзький державний медичний університет імені академіка І. П. Павлова
Санкт-Петербурзький державний медичний університет (рос. Санкт-Петербургский государственный медицинский университет имени академика Ивана Петровича Павлова, стара радянська назва 1-й Ленінградський медичний інститут імені академіка І. П. Павлова) — медичний навчальний заклад в місті Санкт-Петербург. Назва «Перший» через наявність в місті і «Другого медичного інституту», що став пізніше Санітарно-гігієнічним.

## Історія

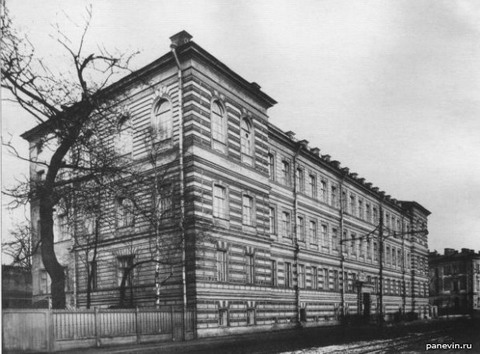
Санкт-Петербурзький жіночий медичний інститут. Фото К. К. Булли. 1913.

- Заснований у 1897 році як Санкт-Петербурзький жіночий медичний інститут. Базою створення була Петропавлівська лікарня, відкрита у 1835 році. За часів СРСР — лікарня імені Ерісмана.
- До створення будівель ще жіночого медичного університету мала відношення родина Нобель (засновників відомої Нобелівської премії). Дружина одного з Нобелів була студенткою цього навчального закладу. Частка споруд створена в стилі модерн (сецесія).
- У 1936 році 1-му Медичному інституту надано ім'я лауреата Нобелівської премії академіка І. П. Павлова.
- За часів СРСР інститут отримав декілька нових споруд — медичних (лікарських), навчальних, житлових. Інститут був базою підготовки медичних кадрів для фронту.
- З повоєнного 1945 року інститут отримав від московського уряду право навчати іноземних студентів. Серед студентів були представники шістдесяти п'яти (65) країн Азії, Африки, Латинської Америки, Західної Європи, перш за все з країн соціалістичного табору чи демократичного спрямування.
- Студенти радянського медичного закладу один місяць щорічно примусово працювали в сільському господарстві Ленінградської області, що було обов'язковим для навчальних закладів СРСР усіх рівнів.
- Інститут пережив втрату студентської молоді через невелику еміграцію студентів в капіталістичні держави (Ізраїль, США тощо), що посилювало політичний тиск на керівництво інституту.
- Інститут мав друковане видання — газету «Пульс».
- У 1994 році (після розпаду СРСР) інститут реформовано у Санкт-Петербурзький державний медичний університет імені академіка І. П. Павлова.

## Штатні одиниці
Штат — 6000 осіб, серед яких: 7 академіків, більш ніж 600 професорів, 12 головних спеціалістів міста, доктора та кандидати медичних наук.

## Факультети
- лікарський
- стоматологічний
- спортивної медицини
- адаптивної фізичної культури
- педіатричний
- сестринської освіти
- післядипломної освіти (ординатура, інтернатура)

## Студентська діяльність
Серед самодіяльних форм студентської активності:
- агітбригади
- інститутські «капусники»
- студентські будівельні загони (СБЗ), серед котрих «Айболіт», «Деміург», «Русь», «Спарта», «Гренада», «Балтика».
- лекторій.

## Відомі професори закладу
- Андогський Микола Іванович (1869—1939) — лікар, офтальмолог
- Шор Георгій Володимирович (1872—1948) — патолог, танатолог
- Углов Федір Григорович (1904—2008) — хірург, письменник
- Привес Михайло Григорович (1904—2000) — анатом, автор підручника анатомії (російською «Анатомия человека»).
- Айламазян Едуард Карпович — керівник кафедри акушерства та гінекології.

## Персоналії, пов'язані з навчальним закладом
- Аксьонов Василь Павлович (1932—2009) випускник інституту, лікар, радянський і американський письменник
- Боннер Олена Георгієвна, випускник інституту, лікар-педіатр, радянський та російський громадський діяч, дружина академіка Андрія Дмитровича Сахарова
- Каришева Ксенія Олександрівна (1883—1962), випускниця, лікар-дерматовенеролог.
- Ланг Георгій Федорович (1875—1948) лікар-терапевт,  академік АМН СРСР (1945), ректор 1-го Ленінградського медичного інституту, засновник та головний редактор медичного журналу «Терапевтический архив».
- О. Н. Подвисоцька, випускниця, перша жінка-академік АМН СРСР.
- Розенбаум Олександр Якович (1951 р.н.), випускник інституту, лікар швидкої допомоги, співак, автор пісень.
- Рибакін Артур Володимирович (1971 р.н.) випускник інституту, пластична хірургія.
- Смирнов Віктор Ксенофонтович (1933—2006) психіатр, доктор наук, полковник.
- Сагач Вадим Федорович, випускник, член-кореспондент НАН України, завідувач відділом фізіології кровообігу Інституту фізіології ім. О. О. Богомольця НАН України.